# Anoplophora stanleyana
Anoplophora stanleyana is een keversoort uit de familie boktorren (Cerambycidae). De wetenschappelijke naam van de soort is voor het eerst geldig gepubliceerd in 1840 door Hope.